# Kostel svatého Petra a Pavla (Planá)
Kostel svatého Petra a Pavla je nejstarší dochovanou památkou obce Planá. Nalézá se v centru bývalé osady, která se později stala předměstím. V současné době je prostor kostela využíván jako galerie, dále také pro pořádání kulturních a společenských akcí. Kostel je obehnaný ohradní zdí a nachází se na mírném svahu zhruba 0,5 km východně od náměstí Svobody, v horní části tzv. Starého Města, rovněž nazývaného Svatopetrským předměstím.

## Stavební fáze
Písemné zprávy o existenci kostela v raném středověku se nedochovaly. Na základě archeologického výzkumu provedeného kolem roku 1980 je založení stavby kladeno do počátku 13. století. Kostel vzniklý na přechodu mezi románským a gotickým slohem byl vystavěn na slovanském pohřebišti a podle archeologických nálezů bylo místo osídleno již v 10.–11. století. Z románské etapy se zachoval půlkruhový portál na jižní straně lodi a východní okno presbyteria. Ve 13. století byl patrně vystavěn vítězný oblouk a stěny presbytáře vyzdobeny nástěnnými malbami. V druhé polovině 14. století byla při severní straně presbytáře postavena dnes již nedochovaná hranolová věž a sakristie. Během třicetileté války kostel spolu s celým předměstím vyhořel. V roce 1675 byl opraven a následně zbarokizován, zdivo však zůstalo nezměněno. V roce 1787 byl kostel za císaře Josefa II. zrušen a později adaptován na stodolu. Koncem 20. století prošel rozsáhlou rekonstrukcí a dnes je využíván jako víceúčelová kulturní síň.

## Stavební podoba
K jednolodnímu obdélnému kostelu se pojí užší pravoúhlý čtvercový presbytář, na jehož severním boku jsou patrné základy bývalé sakristie. Loď s dřevěným kazetovým stropem je krytá sedlovou střechou s pultovými vikýři a nad presbytářem je umístěn osmiboký sanktusník se strmou jehlancovou stříškou. Do hlavní lodi vede od jihu románský portál s obloučkovým vlysem. Loď kostela je osvětlena dvěma úzkými okénky s půlkruhovým záklenkem na jižní i severní straně. Presbytář kostela je opatřen sedlovým portálem, který vedl do bývalé sakristie a je osvětlen dvěma úzkými okénky. Prostor je zaklenut jedním polem křížové klenby a jeho stěny pokrývají středověké nástěnné malby. Presbytář je od lodi oddělen lomeným vítězným obloukem.